# アガメムノーン (アイスキュロス)

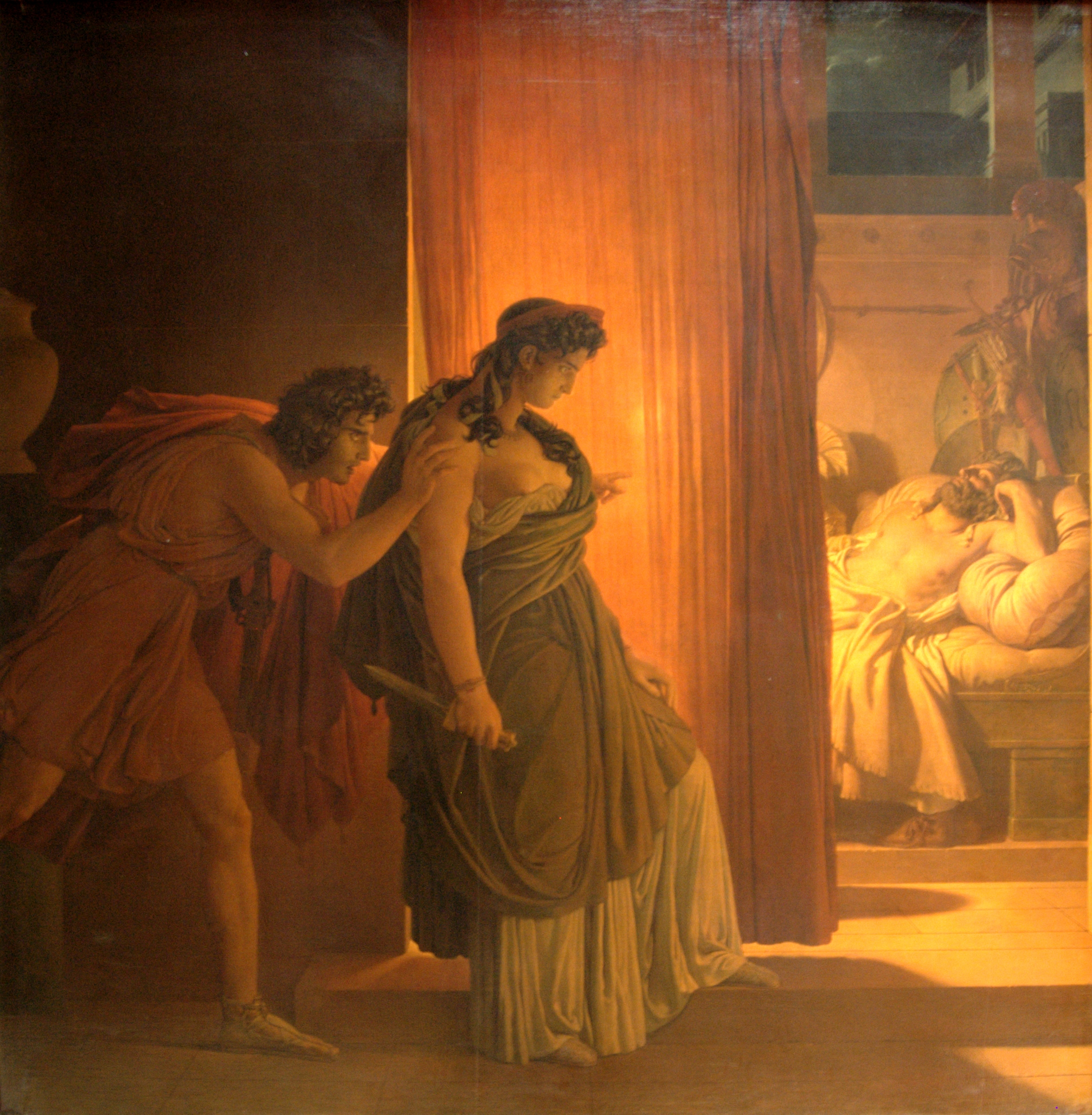
アガメムノーンの一場面

『アガメムノーン』（希: Ἀγαμέμνων, Agamemnōn、羅: Agamemnon）は、アイスキュロスによるギリシア悲劇の1つであり、「オレステイア」三部作の中の一篇。
文字通り、トロイア戦争におけるギリシア側の総大将であるミュケーナイのアガメムノーンを題材とした作品であり、彼の帰還から死の直前までを、殺害者である妻クリュタイムネーストラー等の言動を中心に描く。
紀元前458年のアテナイにおけるディオニューソス祭にて、「オレステイア」三部作の他の二篇、およびサテュロス劇『プローテウス』と共に上演された。

## 日本語訳
- 『アガメムノン』 呉茂一訳、岩波文庫、1951年
  - 『アガメムノーン』 呉茂一訳、筑摩書房、1975年。改訳版
- 『ギリシア悲劇 1 アイスキュロス』「アガメムノン」 呉茂一訳、ちくま文庫、1985年
  - 元版『世界古典文学全集8 アイスキュロス ソポクレス』「アガメムノン」 筑摩書房、1964年
  - 『世界文學大系 2 ギリシア・ローマ古典劇集』「アガメムノン」 筑摩書房、1959年
  - 『ギリシア悲劇全集 1 アイスキュロス』「アガメムノーン」 人文書院、1960年
  - 『筑摩世界文学大系 4 ギリシア・ローマ劇集』「アガメムノン」 筑摩書房、1972年
  - 『世界文学全集 1 オデュッセイア 古典悲劇集』「アガメムノーン」 集英社、1974年
- 『ギリシア劇集』「アガメムノン」 中村善也訳、新潮社、1963年。田中美知太郎編
- 『アガメムノーン』 久保正彰訳、岩波文庫、1998年
  - 元版『ギリシア悲劇全集 1　アイスキュロスⅠ』「アガメムノーン」 岩波書店、1990年
- 『悲壯劇 アイスキュロス』「アガメムノーン」 内山敬二郎訳、生活社、1943年
  - 改訳版『ギリシャ悲劇全集 1 アイスキュロス』「アガメムノーン」 同上、鼎出版会、1979年
- 『古典劇大系 第一巻 希臘編 1』「アガメムノーン」 村松正俊訳、近代社、1925年
  - 『世界戯曲全集 第一巻 希臘編』「アガメムノーン」 同上、近代社、1927年

## 翻案
- セネカ『アガメムノーン』（古典劇大系 第三巻 羅馬編）に収録、村松正俊訳、近代社、1926年
- セネカ『アガメムノン』 -「セネカ悲劇集 2」に収録（大西英文訳、京都大学学術出版会〈西洋古典叢書〉、1997年）